# NGC 459
NGC 459 je galaksija u zviježđu Ribe.

## Vanjske poveznice
- SEDS: NGC 459